# Doliogethes aridicolus
Doliogethes aridicolus är en tvåvingeart som beskrevs av Hesse 1938. Doliogethes aridicolus ingår i släktet Doliogethes och familjen svävflugor. Inga underarter finns listade i Catalogue of Life.